# Dasyatis matsubarai
Dasyatis matsubarai  (лат.) — вид рода хвостоколов из семейства хвостоко́ловых отряда хвостоколообразных надотряда скатов. Они обитают в субтропических водах северо-западной части Тихого океана. Встречаются на глубине до 60 м. Максимальная зарегистрированная ширина диска 120 см. Грудные плавники этих скатов срастаются с головой, образуя ромбовидный диск, ширина которого превышает длину. Хвост длиннее диска. Позади шипа на хвостовом стебле расположены вентральная и дорсальная кожные складки. Окраска дорсальной поверхности диска серого цвета с мелкими белыми пятнышками. На вентральной поверхности имеется W-образная борозда. Кожа взрослых скатов покрыта бляшками. Подобно прочим хвостоколообразным Dasyatis matsubarai размножаются яйцеживорождением. Эмбрионы развиваются в утробе матери, питаясь желтком и гистотрофом. В качестве прилова попадаются при коммерческом промысле.

## Таксономия и филогенез
Впервые Dasyatis matsubarai был научно описан в 1939 году как Urolophoides multispinosus. Некоторые автора считают Dasyatis multispinosa и Dasyatis matsubarai синонимами. Вид назван в честь Кийомацу Мацубара (1907—1968) из Токийского Океанографического университета за вклад в изучение пластиножаберных.

## Ареал и места обитания
Dasyatis matsubarai обитают в северо-западной части Тихого океана у берегов Японии. Они особенно многочисленны в водах, омывающих Хоккайдо и север Хонсю. Есть данные о присутствии этого вида в Японском море,  у берегов Южной Кореи и Владивостока, Россия. Эти скаты встречаются в прибрежных водах на континентальном шельфе на глубине от 40 до 60 м. Однако зарегистрирована поимка Dasyatis matsubarai у поверхности воды на расстоянии 3000 м от берега, это даёт основание предположить, что они ведут в том числе пелагический образ жизни.

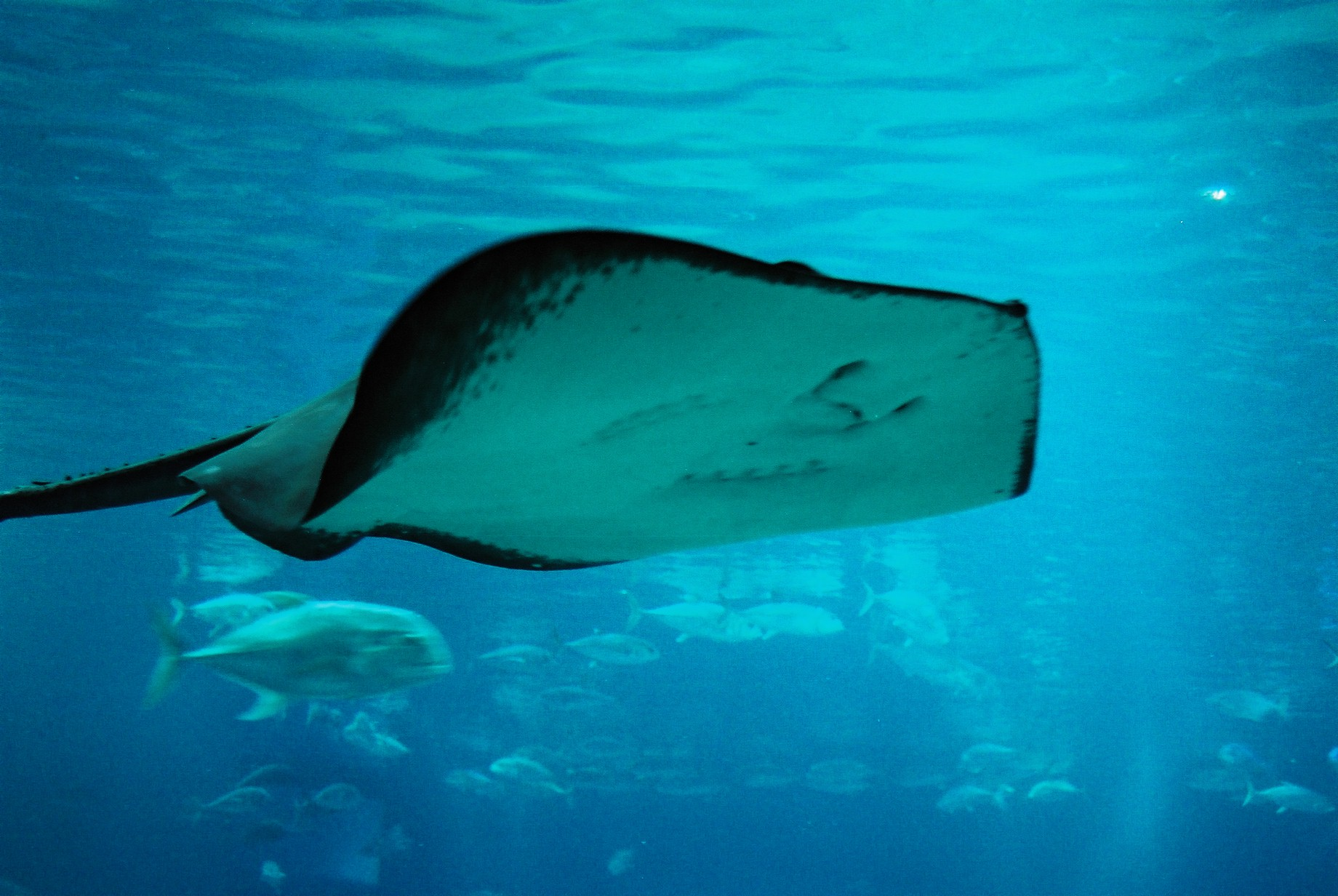

## Описание
Грудные плавники этих скатов срастаются с головой, образуя ромбовидный плоский диск, ширина которого превышает длину. Передний край почти прямой, рыло образует тупой угол. Позади глаз расположены брызгальца. На вентральной поверхности диска расположены 5 жаберных щелей, рот и ноздри. Между ноздрями пролегает лоскут кожи с бахромчатым нижним краем. Рот изогнут в виде дуги, на дне ротовой полости присутствует от 0 до 12 выростов, выстроенных в 3 ряда по 3, 7 и 2 выроста. Зубы выстроены в шахматном порядке и образуют плоскую поверхность. Во рту имеется 34—44 верхних и 33—46 нижних зубных рядов. На вентральной стороне диска в центре позади жаберных oktq располагается W-образная борозда. Подобная черта у хвостоколов характерна только для Dasyatis matsubarai и Dasyatis hypostigma. 

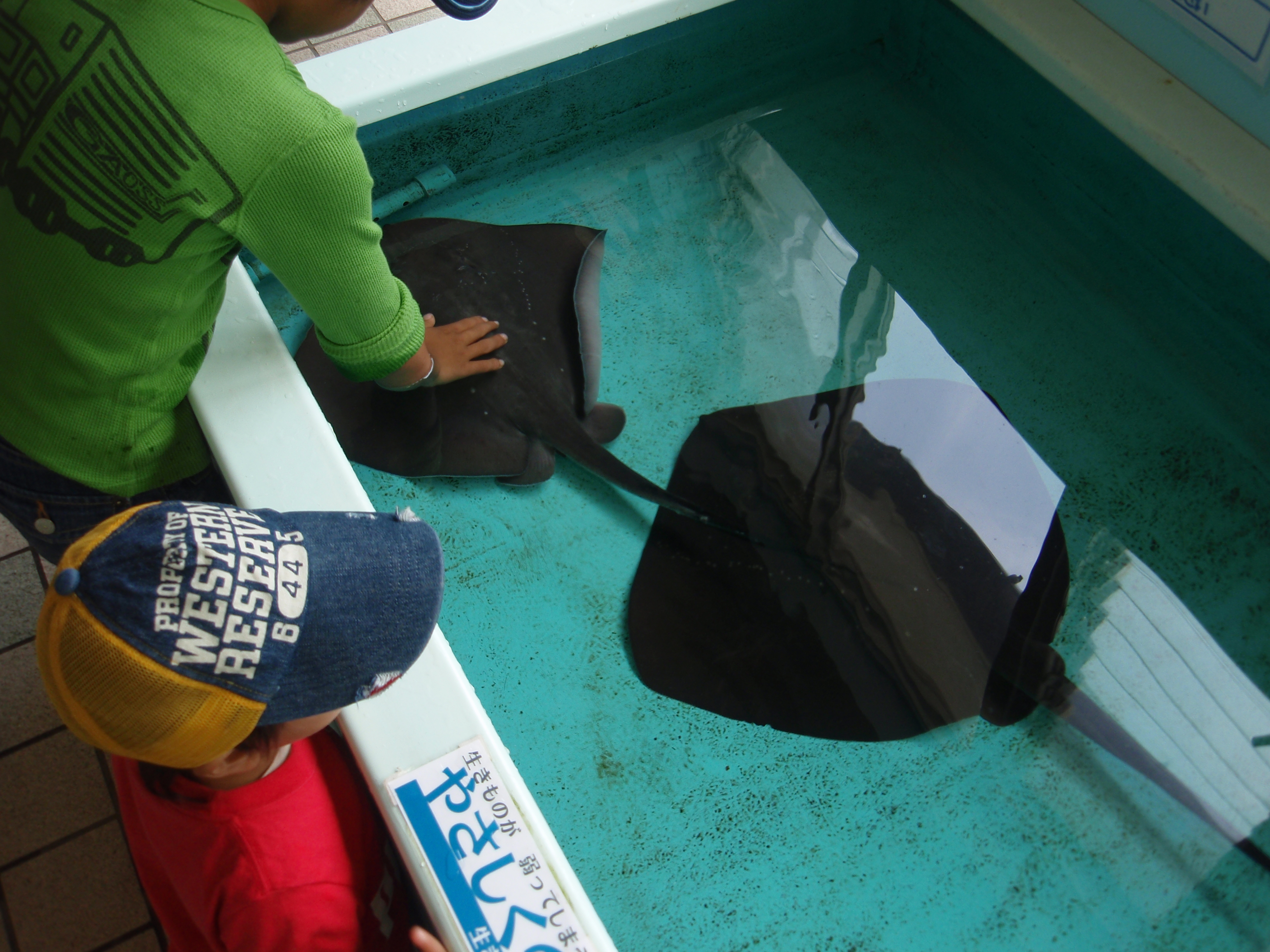

Длина кнутовидного хвоста составляет 75—122 % ширины диска. Как и у других хвостоколов на дорсальной поверхности в центральной части хвостового стебля расположен зазубренный шип, соединённый протоками с ядовитой железой. Иногда у скатов бывает 2 или 3 шипа. Периодически шип обламывается и на их месте вырастает новый.. Длина шипа и количество зазубрин у самцов в среднем составляет 6,5 см и 90, а у самок 7,7 см и 87 соответственно. Позади шипа на хвостовом стебле расположена низкая дорсальная складка кожи и вентральная складка, длина которой в 1,5 раза короче ширины диска. У взрослых особей кончик рыла покрывает ряд из 2—10 бляшек, кроме того, имеется 3—5 бляшек на спине и 1—8 бляшек перед шипом. Хвост усеян чешуёй. Окраска дорсальной поверхности диска тёмно-серого цвета, хвостовые складки кожи темнее основного фона. Вентральная поверхность диска белая с неравномерными пятнами, края диска тёмные.  Дорсальная поверхность диска покрыта многочисленными порами, имеющими белую окантовку. Максимальная зарегистрированная ширина диска 1,2 м.

## Биология
Подобно прочим хвостоколообразным Dasyatis matsubarai относится к яйцеживородящим рыбам. Эмбрионы развиваются в утробе матери, питаясь желтком и гистотрофом. На жабрах этих скатов паразитируют равноногие семейства Gnathiidae.

## Взаимодействие с человеком
Dasyatis matsubarai не являются объектом целевого лова. Попадаются в качестве прилова при коммерческом промысле с использованием ярусов, жаберных сетей и ставных неводов. Мясо употребляют в пищу. Данных для оценки Международным союзом охраны природы статуса сохранности вида недостаточно.